# ميتشيل دان
ميتشيل دان (بالإنجليزية: Mitchell Dunn)‏ هو لاعب دوري الرغبي أسترالي، ولد في 3 فبراير 1997 في غولد كوست في أستراليا.